# Macrolabis aegopodiicola
Macrolabis aegopodiicola är en tvåvingeart som beskrevs av Fedotova 2004. Macrolabis aegopodiicola ingår i släktet Macrolabis och familjen gallmyggor.
Artens utbredningsområde är Kazakstan. Inga underarter finns listade i Catalogue of Life.